# Łobudzice-Kolonia
Łobudzice-Kolonia [pronunciación en polaco: /wɔbuˈd͡ʑil͡sɛ kɔˈlɔɲun/] es un pueblo ubicado en el distrito administrativo de Gmina Zelów, dentro del Distrito de Bełchatów, Voivodato de Łódź, en Polonia central. Se encuentra aproximadamente a 4 kilómetros al sureste de Zelów, a 12 kilómetros al noroeste de Serłchatów, y a 40 kilómetros al sur de la capital regional Łódź.